# Route68 Summerfest
RoutE68 Summerfest este un festival de muzică ce are loc anual, în ultimul weekend al lunii iulie, la Gurasada Park (fostă unitate militară, actualmente locație de evenimente), în județul Hunedoara.
Numit dupa cel mai popular drum european care străbate România, E68, RoutE68 Summerfest este în prezent cel mai important eveniment de profil din vestul țării.

## Istorie
Prima ediție a festivalului RoutE68 Summerfest a avut loc în data de 29-30 iulie 2011.
Timp de 2 zile, pe cele 2 scene ale festivalului, Main Stage și Wonderground, s-au aliniat la start peste 20 de trupe și artiști din monoposturile autohtone de rock, hip-hop și electro, avându-i în pole-position pe: 
MAIN STAGE - Vița de Vie, Guess Who, Alternosfera, Echo, Luna Amară, Suie Paparude, Byron, Blazzaj, Targ3t, Implant Pentru Refuz, What's Up, Castor 604, Guerrillas, Icory, Dirty Shirt, Deathdrive, Deliver the God, Skullp, Simbio, Krepuskul. 3l3CtRO WONDERGROUND STAGE:
3P & Alex Chronic, KOJOK/KJK, Burner Greene, Djubei, Phla & Tabac feat. Pietonu’, Whitherloy, Digitalone, Koko, Duzzy Das, Yogi, VJVJVJ Flowerstepper & Spacebunny.

## Ediția curentă
A doua editie a festivalului Route68 Summerfest a avut loc in perioada 26-28 iulie 2012.
Cea de-a doua editie a festivalului Route68 a fost bine primita de public. In prima zi a festivalului au urcat pe scena Tapinarii,Echo,Grimus si Vita de vie care au sustinut un concert acustic.
Cea de-a doua zi de festival a fost un adevarat succes. Formatiile Heavy Duty, Diamonds are Forever, Proof, Persona, Targ3t, Negura Bunget, Luna Amara si Parazitii au smuls sute de aplauze de la public, iar baietii de la Suie Paparude au cantat aproape doua ore pe scena Selectro.
Daca seara au parte de concerte, in timpul zilei, iubitorii de natura se pot da cu tiroliana si bucura de senzatiile tari oferite de traseele special amenajate prin copacii din Gurasada Park. Nu lipsesc nici atelierele de creatie. Mai mult, inainte de concertele mari, pe scena mica se afirma tot felul de artisti. Mai multe trupe se intrec pentru un loc pe scena mare a celei de-a 3-a editii a Route68 Summerfest.
In a treia seara de concerte au urcat pe scena Spiritual Ravishment, White Walls, Infected Rain, The MOOod, Altar, OCS, Zdob si Zdub si Subscribe. Din fericire, ploaia nu le-a mai stricat planurile petrecaretilor, care au dansat si au aplaudat frenetic fiecare melodie. Dupa miezul noptii, atmosfera s-a incins la scena 2, unde ROA si alti cativa DJ au continuat nebunia.
Gurasada Park a inceput sa se goleasca duminica dimineata, cand toti participantii au plecat spre case, cu gandul deja la o noua editie a Route68 Summerfest.
Cea de-a treia editie va avea loc in perioada 25-28 iulie 2013.